# Elisa Aguilar López
Elisa Aguilar López (Madrid, 15 d'octubre de 1976) és una exjugadora de bàsquet espanyola. Amb 1.72 m d'alçada, jugava en la posició de base. Es va retirar després de guanyar la medalla d'or amb la selecció espanyola femenina en l'EuroBasket de França de 2013.

## Trajectòria professional
Debutà en la Lliga Femenina amb 16 anys amb el Real Canoe, club amb el qual fou subcampiona de Lliga i conquistà una Copa de la Reina.
Va canviar d'aires per a estudiar a la Universitat George Washington als Estats Units, on jugà tres anys i mig. Va ser Rookie de l'any i en l'última temporada va formar part de l'All Star de la lliga de la universitat. Va ser considerada una de les 20 millors jugadores d'aquesta temporada, i va superar els 1,000 punts i les 300 assistències en total a la universitat.
La temporada 2000-01 fitxa pel Halcón Viajes de Salamanca. Allí quedaria subcampiona de la Copa de la Reina. A més va aconseguir la medalla de bronze en l'Europeu de França amb la selecció espanyola. La temporada següent (2001-02) jugaria en el Caja Rural de Canarias de la Lliga Femenina.
L'estiu de 2002 tornaria als Estats Units per a jugar en la WNBA, amb els Utah Starzz, sent una de les primeres jugadores espanyoles a aconseguir-ho.
La temporada 2002-03 signa amb el Ros Casares de València, club en el qual romandria durant 9 temporades. Amb l'equip valencià, del qual va ser capitana, va guanyar pràcticament tots els títols d'àmbit estatal totes les temporades. A més, va disputar dos Final Four de l'Eurolliga Femenina, quedant-se a les portes del títol.
L'estiu de 2010 tancava la seua etapa a València en fitxar pel Rivas Ecópolis de Madrid.
El seu últim equip fou l'Spartak de Moscou de la Lliga Russa.
És una de les jugadores que més partits ha disputat amb la selecció espanyola femenina. En el seu últim campionat amb la selecció (Campionat Europeu de 2013), va aconseguir la medalla d'or.

## Palmarés
Selecció espanyola
- 1 medalla de bronze al Campionat del Món de bàsquet femení: 2010
- 1 medalla d'or al Campionat d'Europa de bàsquet femení: 2013
- 1 medalla de plata al Campionat d'Europa de bàsquet femení: 2007
- 3 medalles de bronze al Campionat d'Europa de bàsquet femení: 2001, 2005, 2009

Clubs
- 5 Lliga espanyola de bàsquet femenina: 2003-04, 2006-07, 2007-08, 2008-09, 2009-10
- 8 Copa espanyola de bàsquet femenina: 1995-96, 2002-03, 2003-04, 2006-07, 2007-08, 2008-09, 2009-10, 2010-11
- 3 Supercopa d'Espanya de bàsquet femenina: 2003-04, 2004-05, 2006-07

Individuals
- Integrant de l'All-Star WBCA (NCAA) (1999-00).
- Rookie de l'any de la Atlantic 10 Conference de la WBCA (NCAA).
- Integrant de l'All Star de l'Eurolliga (2006).